# 西科斯基 H-5
西科斯基 H-5（英語：Sikorsky H-5)（最初代號為R-5，同時代號還有S-48、S-51和VS-327（公司編號）），是一款由西科斯基製造的直升機。
H-5在服役期間，廣泛運用於各軍種，同時也服役於美國郵政。而民用版本的代號為S-51，是第一款投入商業營運的直升機，於1946年開始投入使用。
1946年12月，英國韋斯特蘭與西科斯基簽署了一項協議，獲得生產英國版的合約許可，命名WS-51 蜻蜓。至1951年停止生產時，所有類型的H-5已經生產了300多架。

## 發展

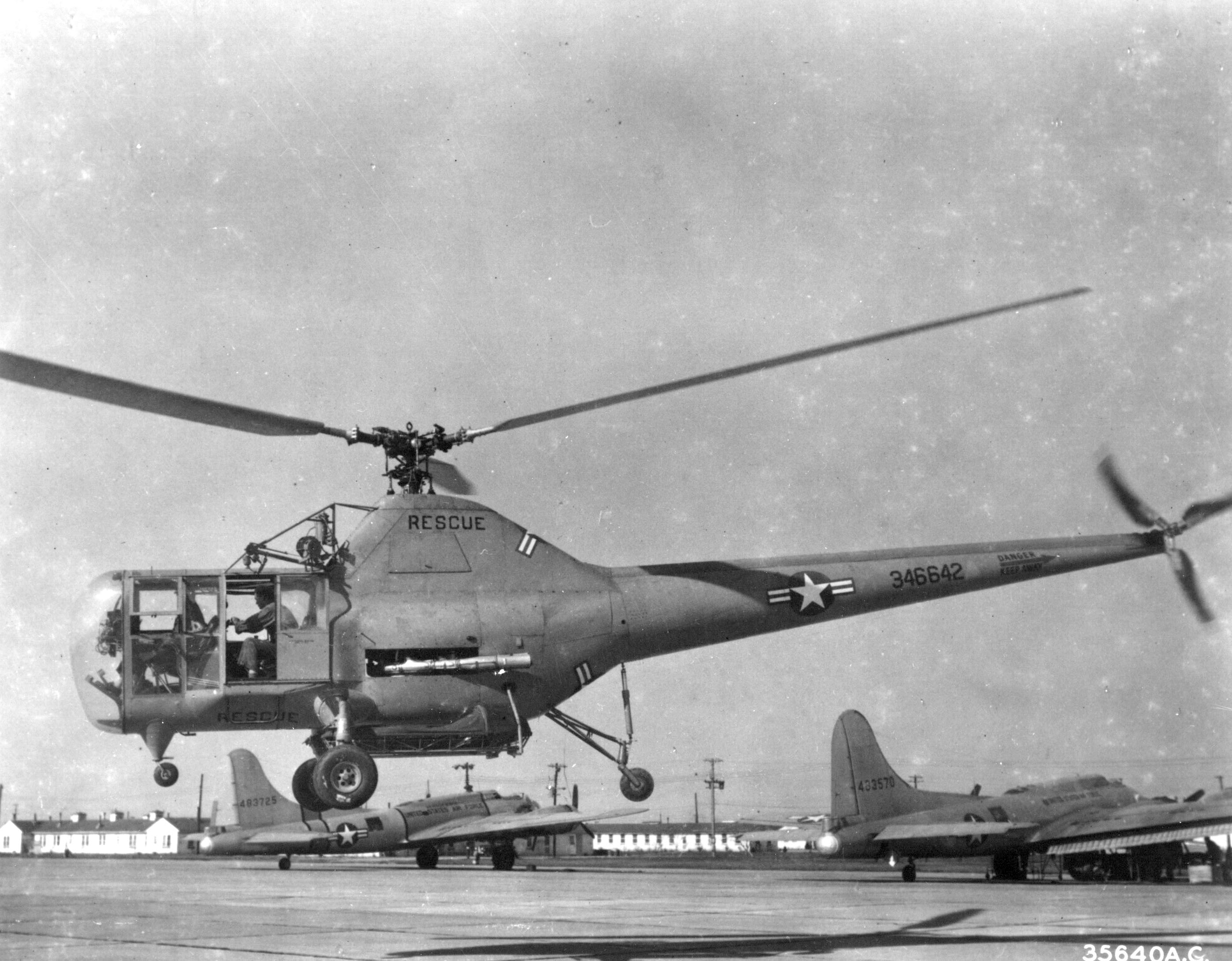
一架在二戰末期起飛中的H-5D

H-5最初的代號為S-48，而後由美國陸軍航空兵指定為R-5。其設計目的是成為一款比R-4性能更佳優異的直升機。R-5與R-4的不同之處在於，它具有更大的旋翼直徑和更長的新機身，但它保留了R-4的尾輪式起落架。R-5比R-4和後來的R-6更大，配備了更強大的發動機，並很快證明自己是三種類型中最為成功的幾款。首先訂購的四架XR-5 中的第一架於1943年8月18日首飛。1944年3月，陸軍航空軍訂購了26架YR-5A進行服役測試，1945年2月，第一架YR-5A交付。之後，航空軍又訂購100架配備兩具擔架的R-5，但實際交付的只有3 架。 其中，有14架是R-5A，與YR-5A基本相同。剩下的20架則為R-5D，其具有一個加寬的機艙，兩座後長座椅和一個在起落架上添加的小前輪，並且可以選擇安裝救援升降機和輔助外部油箱。其中五架服役測試的YR-5A後來被改裝為YR-5E。美國海軍將三架R-5A重新編號為HO2S-1，並移交給美國海岸警衛隊。
西科斯基很快就開發了R-5的改良版S-51，其具有更大的旋翼直徑、更大的承載能力和總重量，以及重新設計的三輪起落架配置；該飛機於1946年2月 16日首飛。S-51的空間可容納三名乘客和飛行員，最初的目的是希望打進民用及軍用市場，並且S-51是第一架出售給商業用戶的直升機。美國空軍訂購了11架S-51，並將其命名為R-5F，92架交付給海軍，命名為HO3S-1，通常被稱為“馬(Horse)”。
在英國，威斯特蘭 於1946年開始為英國皇家海軍和英國皇家空軍生產WS-51 蜻蜓，並總共建造了133架。 威斯特蘭還開發了一個經過大幅修改的版本，稱為野鴨，但該類型從未投入使用。
1946年末，美國海軍跟西科斯基訂購了四架「現成」的S-51，並將其使用於南極洲和跳高行動，並將它們作為HO3S-1納入海軍庫存。1946年聖誕節，由沃爾特·M·塞薩姆斯(Walter M. Sessums) 中尉駕駛的VX-3 HO3S-1 搭載在水上飛機母艦派恩號 上，成為第一架在南極洲飛行的直升機。在其能力獲得證明後，海軍隨後於1948年加購了42架HO3S-1。美國海軍為多種軍艦配備了HO3S-1 ，包括航空母艦、水上飛機補給船、破冰船、德梅因級巡洋艦和愛荷華級戰艦。到1948 年2月，海軍陸戰隊已為其第一個常規海軍陸戰隊直升機運輸中隊HMX-1配備了六架HO3S-1。 HO3S-1的載客量僅3人，主要由海軍陸戰隊執行實用任務；為了發揮運輸作用，該中隊隨後又增加了9架由皮亞塞奇製造的串聯旋翼HRP-1。 最終，美國海軍將總共採購88架HO3S-1(S-51) 。
1948年，西科斯基又建造了39架專門救援直升機，稱為H-5G，1949年又建造了16架配備浮筒的H-5H兩棲直升機。
1949年，幾架H-5H被改裝成的醫療直升機，傷者擔架透過機身側面的泡罩艙口橫向裝載。後擔架位於尾梁前方，主擔架位於後座後方。前擔架可容納兩名傷員，飛行時醫護人員可以接觸到他們，而後擔架站只能容納一名傷員，飛行中的醫護人員無法接觸及治療他們 關於美國空軍此改型的實際使用情況知之甚少，該修改在1950年測試後不久就被放棄。
R-5已成為為美國陸軍航空軍命名系統的一個系列，從R-1開始一直到R-16。1947年，隨著美國空軍的成立，出現了一個新的系統，許多飛機（但不是全部）都重新命名。 R-5成為H-5。 美國陸軍在1950年代中斷了自己的編號系統，為其直升機計畫帶來了新的編號。1962年，在新的三軍系統（參見1962年美國三軍航空器命名系統）下，許多海軍和陸軍飛機被賦予了新的編號。 

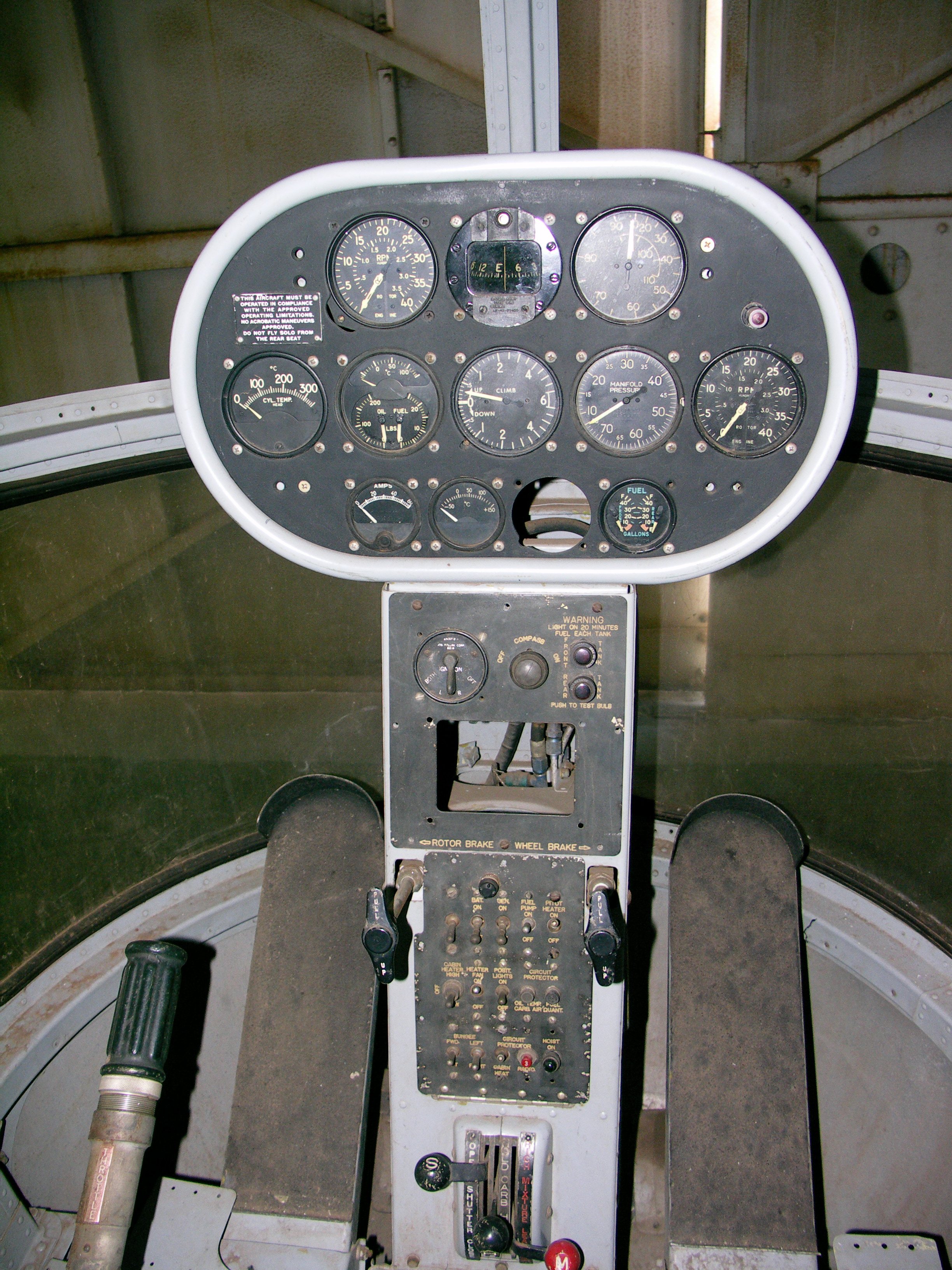
S-51的儀表板

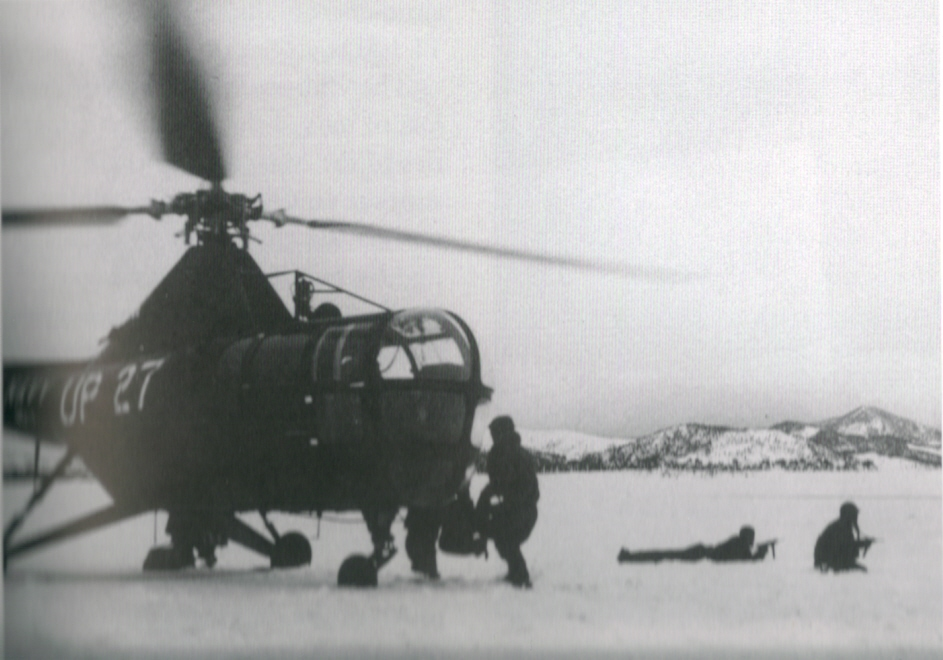
一架美國海軍的HO3S-1在韓戰中執行任務

## 型號
- XR-5

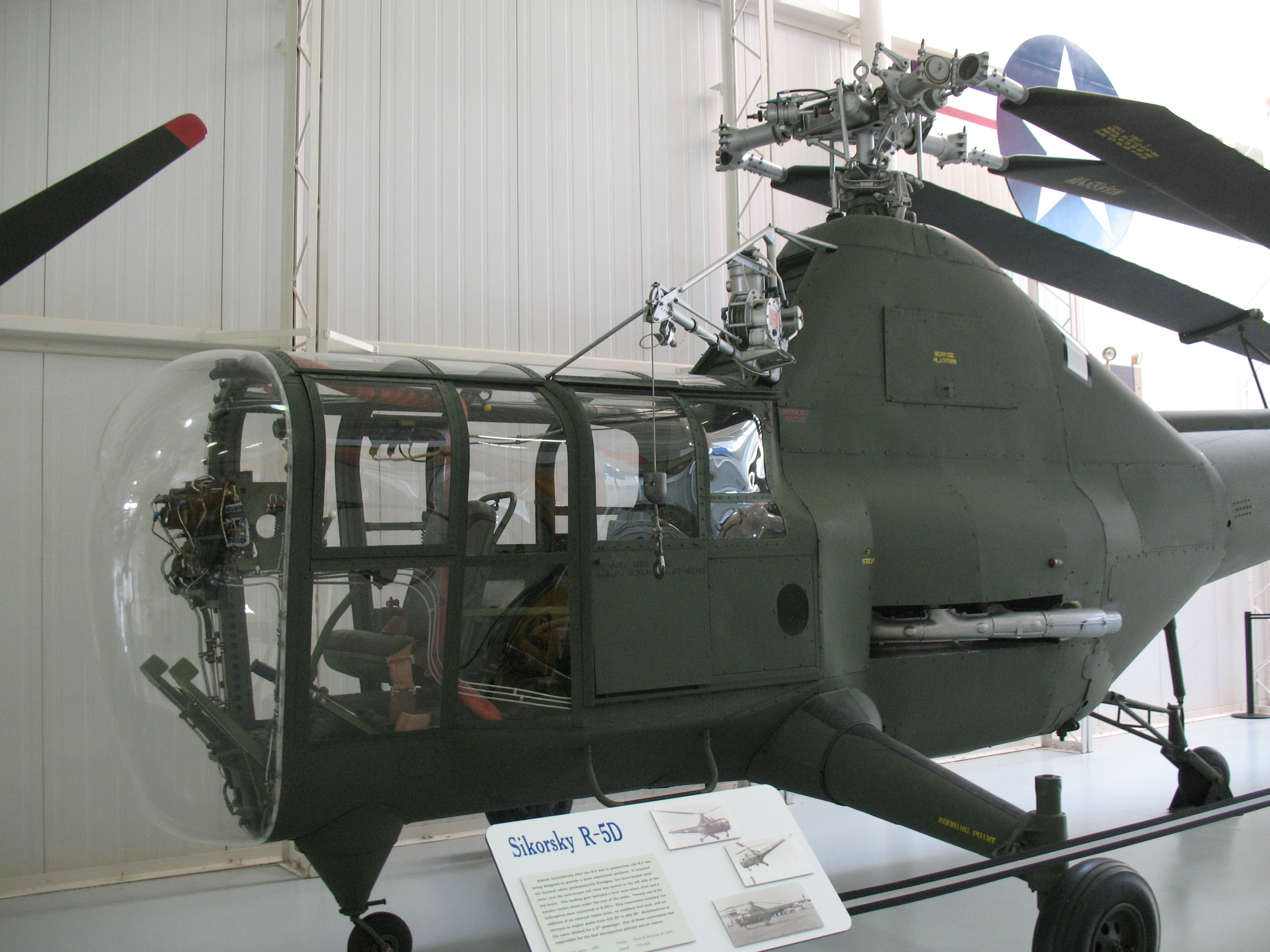
一架展示於陸軍航空博物館內美國陸軍R-5D

基於VS-327的原型機，配備兩個座椅和尾輪起落架，共5架建於1943年（編號43-28236至43-28239、43-47954）。
- YR-5/YR-5A

稍作修改的XR-5，共26架建於1943年（編號43-46600至43-46625），包括兩架美國海軍的HO2S-1。
- R-5A

配備兩個外部擔架的救援型號，共製造34架（編號43-46626至43-46659），後來重新命名為H-5A。
- R-5B

R-5A的改裝版，未製造
- YR-5C

R-5A的改裝版，未製造
- YR-5D / R-5D

R-5A的改良型，配備前輪起落架、救援升降機，後來重新命名H-5D；共有21架R-5A於1944年改裝（編號43-46606、43-46640至43-46659）
- YR-5E

改良成雙控版本的YR-5A，後來重新命名為YH-5E；共有5架YR-5A於1947年改裝（編號43-46611至43-46615）
- R-5F

S-51的四座民用版本S-51，後來重新命名為H-5F；共11架建於1948年（編號47-480至47-490）
- H-5A

重新命名的R-5A
- H-5D

重新命名的R-5D
- YH-5E

重新命名的YR-5E
- H-5F

重新命名的R-5F
- H-5G

四座版本的H-5F，配備救援設備；共39架建於1948年（編號48-524至49-562）
- H-5H

則更新了設備以及組合輪和浮筒裝置的H-5G；共16架建於1949年（編號49-1996 至 49-2100）
- HO2S-1

美國海軍的兩架YR-5A後來轉交給美國海岸警衛隊，而後雖有34架的訂單，但隨後被取消
- HO3S-1

美國海軍的四人座版本，類似H-5F；共92架建於1945年（編號57995至57998、122508至122529、122709至122728、123118至123143、124334至124353）
- HO3S-1G

美國海岸防衛隊跟美國海軍調來的HO3S-1；共從美國海軍調9架HO3S-1（編號1230至1238）
- HO3S-2

H-5H的海軍版本，未製造
- XHO3S-3

一架於1950年改裝的HO3S-1，其旋翼經過重新設計
- S-51

民用四座運輸版本；美國海軍購買了四架作為其庫存

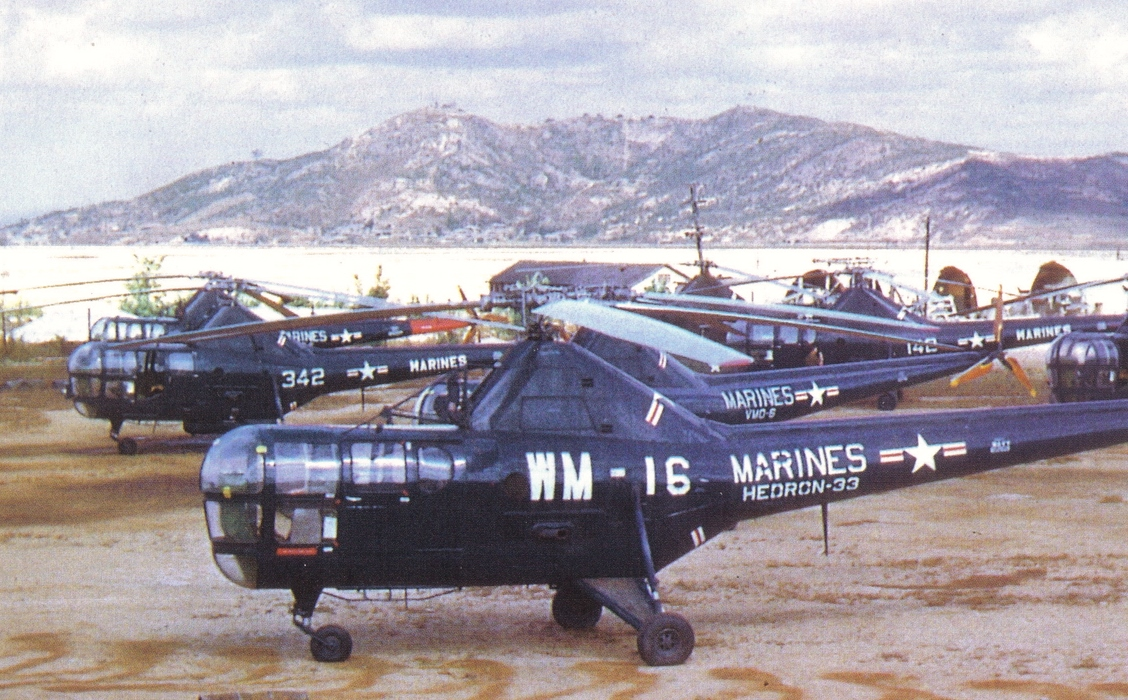
一群停放在韓國仁川市空地上的美國海軍陸戰隊的HO3S-1

## 用戶

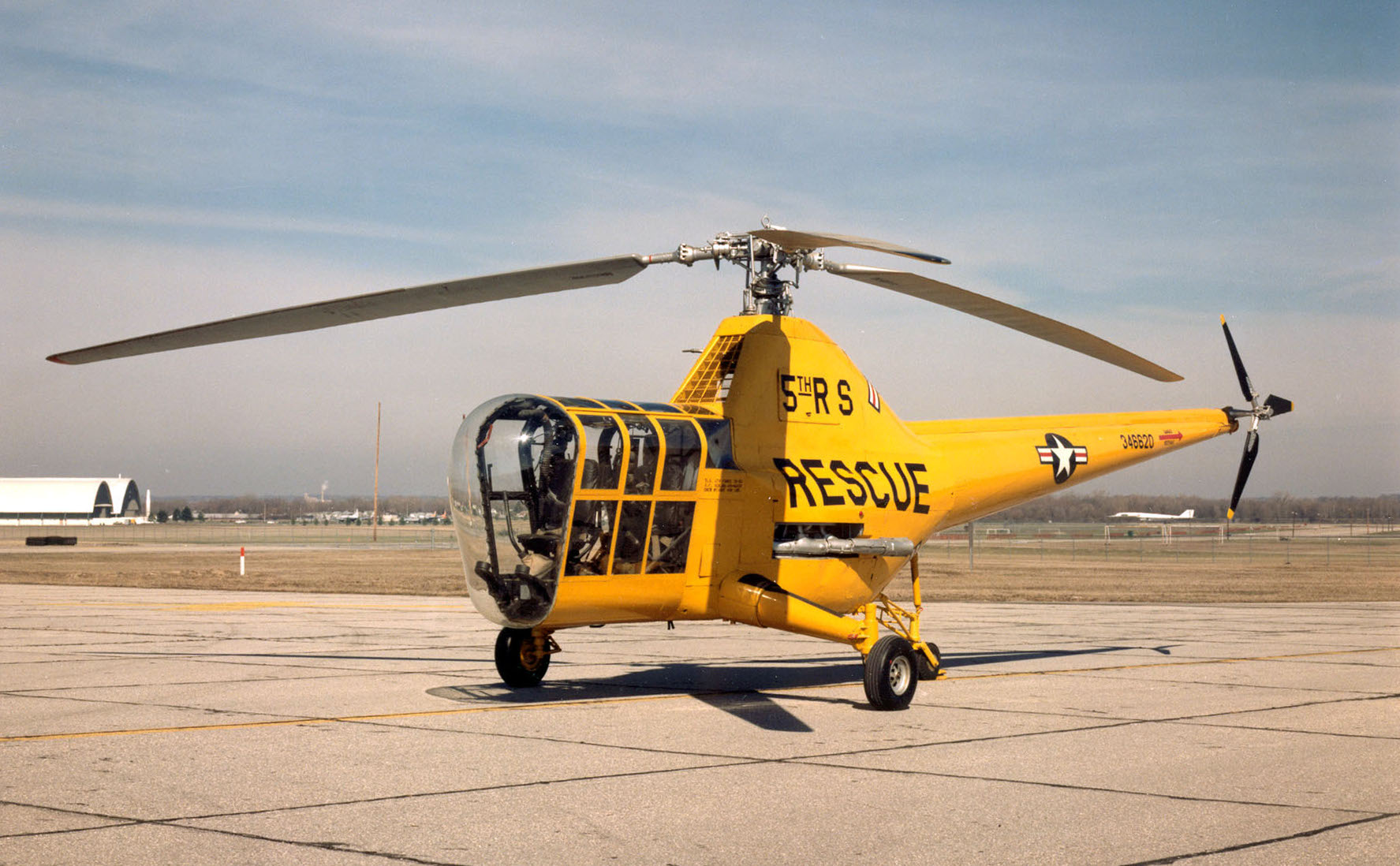
一架位於俄亥俄州代頓的美國空軍國家博物館的YR-5A

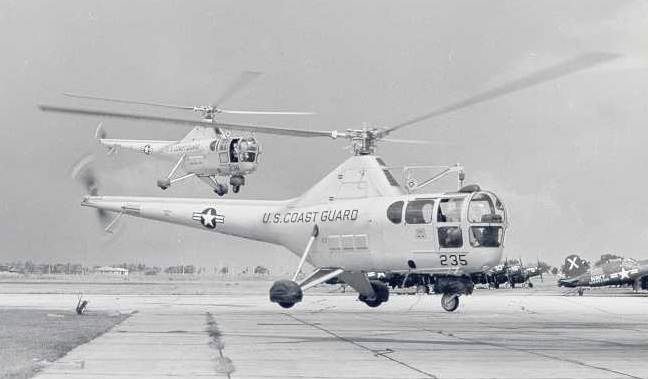
一組正在降落的美國海岸警衛隊HO3S-1

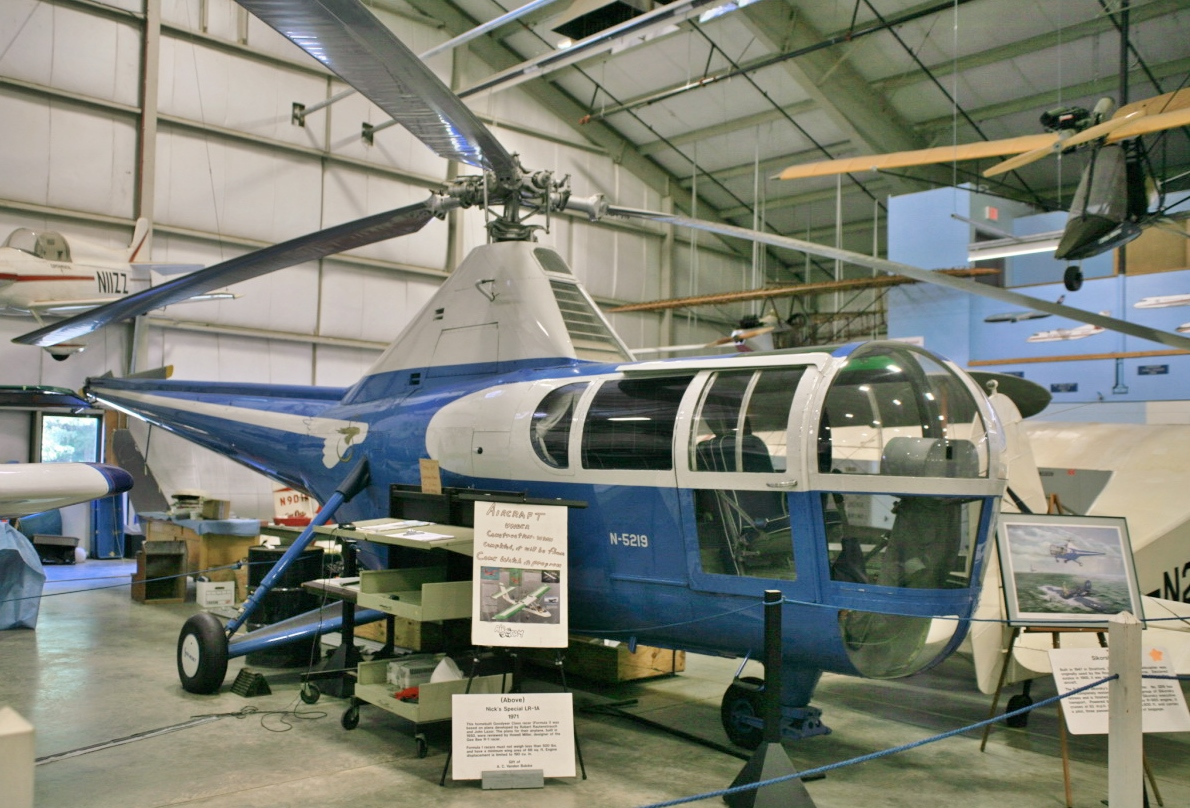
一架展示於新英格蘭航空博物館的S-51

阿根廷
- 阿根廷海警[11]
- 阿根廷海軍[12]

- 澳洲皇家空軍[13]

 加拿大
- 加拿大皇家空軍[14]
  - 第103搜尋與救援中隊（英语：103 Search and Rescue Squadron）

 中華民國
中華民國空軍
 法國
- 法國空天軍[16]

 荷蘭
- 荷蘭海軍航空兵[17]

 南非
- 南非空軍[18]

 英国
詳見Westland WS-51 Dragonfly
 美国
- 直升機空運公司（英语：Helicopter Air Transport）
- 洛杉磯航空（英语：Los Angeles Airways）[19]
- 美國陸軍航空軍[3][20]
- 美國海岸警衛隊[21]

- 美國海軍[20]
- 美國空軍[20]
- 美國郵局[20]

## 外部連結
- , Flight, 1 April 1948  [2023-10-22], （原始内容存档于2016-08-27）
- Sikorsky S-48/R-5 （页面存档备份，存于） and S-51/HO3S-1/H-5F, G, H （页面存档备份，存于） pages at the Sikorsky Archives
- Sikorsky YH-5A page at the National Museum of the United States Air Force （页面存档备份，存于）
- Sikorsky S-51 First Helicopter in Antarctica. – Argentinian Government. Link in Spanish – Google Translation in English
- 新闻影像资料，由British Pathe提供 (需要Adobe Flash)
- AN 01-230HB-1 Handbook Flight Operating Instructions USAF Series H-5A, D, and E, Navy Model HO2S-1 Helicopters (1951) 的存檔，存档日期19 July 2018.
- Flight Operating Instructions USAF Series R-5A, D, and E (and) Navy Model HO2S-1 Helicopters （页面存档备份，存于）

1. ↑  R-5 until 1948 when use of R for "rotary-wing" was replaced by H for "helicopter" under the designation system